# Ptiloscola cinerea
Ptiloscola cinerea är en fjärilsart som beskrevs av William Schaus 1900. Ptiloscola cinerea ingår i släktet Ptiloscola och familjen påfågelsspinnare. Inga underarter finns listade.